# Araponga (ave)
Araponga é o nome comum dado as aves passeriformes do género Procnias, encontrados nos Neotrópicos. São membros da família Cotingidae. Estão todos restritos a regiões de floresta úmida tropical ou subtropical, geralmente em altitudes baixas ou contrafortes. Possuem cantos extremamente altos que lembram uma campainha de metal sendo tocada.
A araponga é conhecida em todo o Brasil pelo seu grito alto e estridente. Em outras regiões do país, ela é conhecida por guiraponga, ferreiro ou ferrador, sendo que esses dois últimos nomes vêm do seu canto, que aparenta imitar o trabalho de um ferreiro, primeiramente com uma lima e a seguir com a batida estridente de um martelo sobre uma bigorna.
A araponga-comum (Procnias nudicollis) é famosa e perseguida pelo tráfico de animais, o que ocasiona na redução de sua população. É considerada "A voz da Mata Atlântica" devido a habitar este bioma, e ser mencionada múltiplas vezes pelos primeiros viajantes e naturalistas que visitaram o Brasil nos séculos XIX e XVIII. Também é considerada como ave nacional do Paraguai.

## Etimologia
O nome genérico masculino "Procnias" deriva do grego Prokne ou Procne: um personagem da mitologia grega que se metamorfoseia em uma andorinha (ver Procne).
Araponga deriva do tupi gûyraponga", e vem de gûyrá (ave), pong (o que soa, o que bate) e o sufixo substantivador -a, significando "ave que bate", ou "ave que martela", devido ao som monótono e metálico que ela produz.

## Características
As espécies deste género são cotingídeos grandes e espetaculares, os machos medindo cerca de 28  cm de comprimento e as fêmeas 27 cm. São caracterizados por um forte dimorfismo sexual. Os machos têm plumagem predominantemente branca, com face nua e uma espécie de "barba". Como seu nome comum indica, os machos têm cantos muito altos e profundos que ecoam na selva. As fêmeas não possuem barbas e pele nua, e sua plumagem é principalmente oliva com estrias amareladas. Exceto pela vocalização, eles são muito discretos e permanecem empoleirados no topo da copa. Possuem alimentação frugívera, alimentam-se inteiramente de frutas.

## Espécies
De acordo com as classificações do Congresso Ornitológico Internacional (IOC), e Clements Checklist v2017, o género possui quatro espécies reconhecidas:
| Imagem | Nome Científico          | Nome Comum            | Distribuição                                            | Estado |
| ------ | ------------------------ | --------------------- | ------------------------------------------------------- | ------ |
|        | Procnias tricarunculatus | Araponga-do-nicarágua | Costa Rica, Honduras, Nicarágua e Panamá                | VU     |
|        | Procnias albus           | Araponga-da-amazônia  | Guianas, Venezuela e Brasil                             | LC     |
|        | Procnias averano         | Araponga-do-nordeste  | Venezuela, Colômbia, Guiana, Trindade e Tobago e Brasil | LC     |
|        | Procnias nudicollis      | Araponga-comum        | Brasil, Paraguai e Argentina                            | VU     |